# 霍斯堡灯塔
霍斯堡灯塔（英語：Horsburgh Lighthouse），又称霍士堡灯塔，是一座尚在运作的灯塔，标志着新加坡海峡的东部入口。它位于新加坡共和国的白礁岛上。该灯塔是新加坡最早竣工的灯塔，它位于新加坡本岛以东约54公里，距马来西亚柔佛州14公里。

## 历史
霍斯堡灯塔以东印度公司苏格兰水文学家詹姆斯·霍士堡船长（英語：Captain James Horsburgh；1762年9月28日 - 1836年5月14日）的命名，霍士堡在18世纪末和19世纪初绘制了新加坡周围的许多海道图。他当时号称“世界航海神谕”。他的海图和所著书籍使船只能够穿越危险的海洋区域，拯救了中国和印度之间海上的许多生命和财产。灯塔六楼访客室的墙壁上，灯室下方有一块板，上面刻有如下铭文（拉丁语）：
| Pharos Ego Cui nomen praebuit Horsburgh Hydrographus In maribus Indo Sinicis praeter omnes praeclarus Angliae Mercatorum nisi imprimis indole Ex imperii opibus Anglo Indici denique constructa Saluti nautarum insignis viri memoriae Consule A. D. MDCCCLI W. J. Butterworth, C. B., Prov: Malacc. Praef. |
| A.D. 1851 The Horsburgh Lighthouse is raised by the British enterprise of British Merchants, and by the liberal aid of the East India Company, to lessen the dangers of navigation, and likewise to hand down, so long as it shall last, in the scene of his useful labours, The Memory of the Great Hydrographer whose name it bears. Col. W. J. Butterworth, C. B., Governor in the Straits of Malacca. J. T. Thomson, Architect. |

中文大意：
我，灯塔，被赋予了在印度支那海域出名的水文学家霍斯堡的名字，它的建造，如果不是主要由英国商人的天赋，那么肯定是由英印帝国的力量造就的；为了拯救水手并纪念这位名人。于W. J. 巴德沃尔（C. B.）担任总督期间，马六甲省总督，1851年。

## 地点
灯塔建在岩石露头上，几个世纪以来，这些岩石在地图上都被识别为“Pedra Branca”（葡萄牙语，意为“白色岩石”）。1836年，在广州的英国商会出资要在白礁上建灯塔，请殖民地政府勘测师约翰·特恩普尔·汤申（John Turnbull Thomson，1821年 - 1884年）设计建造。为使灯塔能承受白礁岛的大浪，汤申到乌敏岛采花岗岩建塔。1850年5月24日，在总督W. J. 巴德沃尔（William John Butterworth）和其他政要的见证下，灯塔正式奠基；灯塔于1851年竣工。灯塔也被称为白礁灯塔。
白礁的主权在新加坡和马来西亚直至2008年曾存在争议。2008年5月23日，国际法院将该岛授予新加坡。

## 延伸阅读
- Hall-Jones, John. . Invercargill, N.Z.: John Hall-Jones. 1995. ISBN 978-0-473-03205-0..
- Pavitt, J. A. L. . Singapore: Donald Moore Press. 1966. OCLC 1855904..
- Thomson, John Turnbull. . Singapore: [s.n.] 1852. OCLC 500001469..